# Scopula synethes
Scopula synethes är en fjärilsart som beskrevs av Turner 1922. Scopula synethes ingår i släktet Scopula och familjen mätare. Inga underarter finns listade.